# 嵩山
嵩山（すうざん、拼音: Sōng Shān ソンシャン）は、中国河南省登封市にある山岳群である。五岳の1つの中岳に数えられる。最高峰は標高1440mの太室山である。

## 歴史
古代から山岳信仰の場として有名で、北魏時代からは少林寺などの道教、仏教の道場が建立された。また、唐代には副都であった洛陽に近い事から、政府との結びつきが強く、ここを本拠地としていた潘師正、普寂、慧安などの道士、僧侶らが皇帝の崇敬を受け、道教、禅宗はそれぞれ自派を拡大した。
20世紀以降には、山麓に少林寺武術（少林拳、少林寺拳法とは別物）を教える武術学校が相次いで設置されており、中国各地から学生が集まっている。
1982年に中華人民共和国国家級風景名勝区に認定された。2004年にユネスコの支援する世界地質公園（ジオパーク）として認定されている。2007年に中国の5A級観光地に認定された。
2010年7月から8月にブラジルで開かれた世界遺産委員会にて、嵩山山麓の登封周辺地域にある少林寺、嵩岳寺塔他の歴史遺跡8カ所11点が「天地の中央」にある登封の史跡群として新たに世界遺産（登録基準 (3) および (6) に該当）となった。
なお日本においても同字の「嵩山」（だけさん）が、島根県松江市の北東部と山口県大島郡周防大島町の嵩山として存在し、「嵩山」（たけやま）が群馬県吾妻郡中之条町に存在する。また愛知県豊橋市には「嵩山」（すせ）の地名もある。